# Grijsrugwinterkoning
De grijsrugwinterkoning (Odontorchilus branickii) is een zangvogel uit de familie Troglodytidae (winterkoningen).

## Verspreiding en leefgebied
Deze soort telt 2 ondersoorten:
- O. b. branickii: van zuidelijk Colombia en oostelijk Ecuador tot westelijk Bolivia.
- O. b. minor: zuidwestelijk Colombia en noordwestelijk Ecuador.